# Multi-Facial
Multi-Facial wurde 1994 als Kurzfilm von Vin Diesel produziert, mit ihm selbst in der Hauptrolle. Es wird die Geschichte von Mike erzählt, einem italo-afrikanischen Schauspieler, der sich den unterschiedlichsten beruflichen und emotionalen Herausforderungen gegenübersieht, als er auf der Suche nach einer Rolle ist. Durch diesen Film wurde Regisseur Steven Spielberg auf Vin Diesel aufmerksam und engagierte ihn daraufhin für seinen Film Der Soldat James Ryan (1998).

## Handlung
Der Film beginnt mit einer Nahaufnahme des tätowierten Mike, der mit italienischem Akzent eine Anekdote voller Obszönitäten erzählt. Er berichtet, wie er sich mit einem Mann in einer Bar prügelte, weil dieser seine Freundin angesehen hatte. Die Geschichte endet damit, dass Mike merkte, dass der Mann schwul sei und deshalb habe er auch noch seine Freundin verprügelt. Er sei jetzt sehr überrascht, dass sie ihn nicht mehr anruft.
Der nachfolgende Kameraschwenk zeigt, dass Mike vor einer Jury für eine italienische Rolle vorspricht. Der Casting-Director zeigt sein Interesse, er bittet Mike italienisch zu sprechen und sagt ihm, dass sie auf ihn zurückkommen werden. Als der Director fragt, von wem die Geschichte stamme, sagt Mike, dass es sich dabei um eine wahre Geschichte handele, die einem Freund von ihm passiert sei. Danach telefoniert Mike mit seinem Agenten – jedoch ohne italienischen Akzent. Er beschwert sich, dass der Monolog (der nur erfunden war) ihn in einem schlechten Licht zeige und er sich Sorgen mache, dass er die Rolle doch nicht bekommen würde. Danach wischt sich Mike das Tattoo vom Arm und geht zum nächsten Casting.
Beim nächsten Casting für einen Werbespot trifft Mike einen schwarzen Freund, der ebenfalls vorspricht. Die beiden sprechen über ihre Filmkarriere und Mike erzählt vom gerade besuchten Casting. Wieder beschwert er sich über den Monolog, der seiner Meinung völlig unpassend gewesen sei. Sein Freund sagt zu ihm, dass er eine Rolle in einem internationalen Werbespot ergattert habe. Aber Mike erwidert, dass er lieber keine Werbespots mehr machen wolle, da kein bedeutender Schauspieler je mit Werbespots angefangen habe. Noch bevor er vorsprechen kann, kommt der Casting-Director und sagt zu Mike, dass er ein „bisschen zu hell wäre“ und nicht vorsprechen solle. Er empfiehlt Mike stattdessen ein Vorsprechen für eine spanische Rolle in einer Soap.
Mike geht zu diesem Casting und liest mit einer spanischen Schauspielerin einen Dialog vor. Sie spielen einen Streit, aber als die Schauspielerin Spanisch spricht, macht Mike nicht mehr weiter. Als sie das Vorsprechen verlassen, errät sie, dass Mike eigentlich gar kein Spanisch spricht. Sie empfiehlt ihm ein Casting für eine Soap, bei dem lediglich spanisch aussehende Schauspieler gesucht werden. Mike lehnt dies ab mit dem Hinweis, dass keiner der bedeutenden Schauspieler jemals in einer Soap mitgespielt habe.
Mike besucht später ein weiteres Casting, in dem er mit einer Frau eine Rolle spricht. Die Frau sagt, dass er sehr gut für die Rolle geeignet sei. Mike liest in einem starken Slang vor, doch der Casting-Director bricht ab und sagt, dass er eher einen „Wesley Snipes-Typen“ suche.
Mike geht danach zu einem Casting, bei dem die Entscheidungsträger ihn bereits kennen. Der Casting-Director liest in Mikes Lebenslauf, dass er rappen kann und Mike fängt auch an zu rappen. Danach setzt sich Mike und beginnt einen Monolog über einen jungen Mann, der seinen Vater beobachtet, wie dieser auf einer Bühne das Stück „A Raisin in the Sun“ vorträgt. Während der Performance glaubt Mike, dass sein Vater ihn ermuntern möchte, ein bedeutender schwarzer Schauspieler zu werden. Später, nach dem Tod des Vaters, wird Mike klar, dass sein Vater mehr von ihm wollte, als ein schwarzer Schauspieler zu werden. Er wollte, dass sein Sohn einfach nur Schauspieler wird. Als der Monolog beendet ist, zeigt sich der Casting-Director beeindruckt von Mikes Vortrag. Allerdings räumt er ein, dass er für diese Rolle einen Schauspieler mit langen Haaren wie Dreadlocks gesucht habe. Mike verlässt das Casting und man verspricht ihm, sich zu melden, wenn man ihn dennoch gebrauchen könne.
Nach einem Schnitt sitzt Mike verärgert in einem Café. Von einem Nachbartisch hört er ein Gespräch zwischen einer Schauspielerin und einem Mann mit an. Die Frau sagt, dass sie frustriert sei, dass sie stets als „blonde Tusse“ abgestempelt werde. Als die Kellnerin kommt, bestellt die Schauspielerin Kaffee, „nicht zu hell und nicht zu dunkel“. Der Film endet damit, dass Mike vor sich hin murmelt „nicht zu hell und nicht zu dunkel“.

## Produktion
Multi-Facial wurde geschrieben, produziert und gedreht von Vin Diesel. Der 20-minütige Film ist autobiografisch und bezieht sich auf seine eigene Frustration bei der Arbeitssuche als Schauspieler mit gemischt ethnischer Herkunft. In den frühen 1990er Jahren kehrte er von Los Angeles nach New York zurück, enttäuscht von der eigenen Erfolglosigkeit in Hollywood. Diesels Mutter gab ihm daraufhin ein Exemplar des Buches „Feature Films at Used Car Prices“ („Spielfilme zu Gebrauchtwagenpreisen“), einem Buch über Low-Budget-Produktionen. Diesel sagte über dieses Buch, dass es ihm wieder neuen Mut gemacht habe und ihn motiviert habe, eigene Filme zu drehen.
Vin Diesel schrieb das Skript für den Spielfilm Strays – Lebe Dein Leben; aber da er zu diesem Zeitpunkt noch unbekannt war, konnte er keine Finanzierung auf die Beine stellen. Er entschied sich stattdessen, einen Kurzfilm zu drehen und schrieb das Drehbuch für Multi-Facial in fünf Tagen. Er produzierte den Film für 3.000 Dollar, führte selbst Regie und schloss ihn nach drei Drehtagen ab. Diesel schrieb und nahm auch die Musik für den Film auf. Dennoch war er über die Resonanz auf den Film enttäuscht und brach die Arbeit daran ab. Nachdem sein Stiefvater ihn nochmals ermunterte, schloss er den Film nach einer letzten Überarbeitung ab und ließ ihn im Anthology Film Archives in Manhattan vorführen. Er erhielt eine begeisterte Antwort. Der Film wurde auch auf dem Cannes-Filmfestival 1995 vor Stehplatz-Publikum gezeigt. 1997 sah Steven Spielberg den Film und schrieb deswegen speziell für Diesel eine Rolle in Der Soldat James Ryan hinein, die damit seine erste größere Rolle wurde.